# 菊地正寛
菊地 正寛（きくち まさひろ、1968年（昭和43年）4月30日- ）は、日本の政治家。富山県氷見市長（1期）。

## 来歴
富山県氷見市出身。明治大学法学部卒業後、1991年に富山県庁入りし、健康対策室感染症対策課長、広報・ブランディング推進室長・広報課長などを経て県経営管理部次長を務める。
2024年8月25日、氷見市長の林正之（当時）が病気を理由に辞職を表明。これを受け自民党支部は候補者選定に着手し、公募を実施。9月20日に菊地の擁立を決め、同日に菊地が富山県庁を退職。翌日には林も菊地を後継指名する意向を示した。その後、菊地は富山市から氷見市へ転居した。
10月15日、氷見市長選挙への立候補を模索していた市議が不出馬を表明。10月20日、氷見市長選挙が告示され、自民党と公明党の推薦を受けた菊地以外に立候補の届け出がなく、無投票での当選が決まった。